# Lutz Korndörfer
Lutz Korndörfer (* 17. Juli 1965 in Mainz) ist ein deutscher Komponist, Textdichter, Musikproduzent und Schriftsteller.

## Leben
Lutz Korndörfer erhielt ab 1972 klassischen Klavierunterricht. In seiner Jugend war er auch in der Leichtathletik aktiv. 1981 und 1982 war er jeweils Rheinhessischer Landesmeister im Hochsprung. 1981 begann er Keyboard in verschiedenen Rockbands zu spielen. Zu dieser Zeit begann er auch zu komponieren und zu texten.
1990 gründete er die Frankfurter AOR-Band „Heat“. Das 1993 von ihm produzierte gleichnamige Debüt-Album der Band ist heute ein begehrtes Sammlerstück.
2001 war er Co-Komponist des Sat1-Imagesongs „Powered by Emotion“ für Orange Blue, der den Eyes & Ears-Award für beste Kampagnenmusik 2001 gewann und auf der Single The sun on your face erschien. Es folgten weitere Kompositionen, unter anderem für Sat1, Pro7, ZDF, SWR, Deutsche Welle und Columbia Tristar.
2006 produzierte und komponierte er für die Sängerin Roxi, deren Single „Schöner is ohne“ Chartperformance und Viva-Rotation erreichte. Es folgten Zusammenarbeiten mit Rosenstolz, Ralf Strathmann und Ronald Prent (Rammstein). Die zweite Single „Pure Poesie“ wurde ebenfalls von ihm komponiert und getextet.
Sein Song „Weißt du was Liebe ist“ wurde – gesungen von Aleen – Titelmusik der Fernsehserie Eine wie keine und kam im Dezember 2009 ebenfalls in die deutschen Singlecharts.
Von 2010 bis 2012 produzierte er die All-Girl-Rockband Ballerinas.
2013 schrieb er den Song „Das will ich auch“ für den Fernsehsender SIXX
Am 16. Oktober 2019 wurde sein Roman „Gulaschpuzzle“ beim Dittrich-Verlag veröffentlicht.
Am 29. Mai 2020 beschrieb der Journalist Alexander Krei im Medienmagazin DWDL.de, in Lady Gagas Song „Babylon“ sei ein musikalisches Leitmotiv jenem aus Korndörfers Titelmusik zur Sat.1-Sendung „K11“ aus dem Jahre 2003 nachempfunden. Krei thematisierte dies auch in einer Radiosendung zusammen mit dem Moderator Thorsten Schorn auf WDR2. Auch der Kölner „Express“ und weitere Medien berichteten darüber.
Im Dezember 2023 wurde sein zweiter Roman „Welthit 2.0“ beim Verlag „fineBOOKS“ veröffentlicht.

## Arbeiten
Korndörfer schrieb Titelmusiken für verschiedene Fernsehsender und Serien, darunter
- Die Neue – Eine Frau mit Kaliber, 1997
- Parkhotel Stern, 1997
- Geliebte Schwestern, 1998
- Hallo, Onkel Doc! (Staffel 6), 1999
- 17:30 Sat.1, 2000
- Der Elefant – Mord verjährt nie, 2002
- K11 – Kommissare im Einsatz, 2003
- Blitz, 2004
- Sat.1-Frühstücksfernsehen, seit 2004
- Das Sat.1-Magazin, 2007, 2008
- GSG 9 – Ihr Einsatz ist ihr Leben, 2007
- Pures Leben, 2009
- Eine wie keine, 2009
- Die perfekte Minute, 2010
- Mein Mann kann, 2010
- Taff, 2012
- Newstime, 2012
- ZDF Europawahl, 2019
- Dunja Hayali, 2020
- Volle Kanne, 2022

## Belege
1. ↑   Bestenliste U18
2. ↑  Heat Info
3. ↑  Discogs
4. ↑  Musik-Sammler.de
5. ↑  Ballerinas Girlband
6. ↑  GEMA Datenbank

| Personendaten    | Personendaten                                                       |
| ---------------- | ------------------------------------------------------------------- |
| NAME             | Korndörfer, Lutz                                                    |
| ALTERNATIVNAMEN  | Korndörfer, Lutz O.                                                 |
| KURZBESCHREIBUNG | deutscher Komponist, Textdichter, Musikproduzent und Schriftsteller |
| GEBURTSDATUM     | 17. Juli 1965                                                       |
| GEBURTSORT       | Mainz                                                               |